# Bowsprit Moraine
Die Bowsprit Moraine ist eine 2,5 km lange Mittelmoräne in der Convoy Range des ostantarktischen Viktorialands. Sie liegt vor der Nordostspitze des Elkhorn Ridge, wo der Towle- und der Northwind-Gletscher in den Fry-Gletscher einmünden.
Ihren deskriptiven Namen, den sie ihrer Ähnlichkeit mit einem Bugspriet (englisch bowsprit) zu verdanken hat, erhielt sie durch eine Mannschaft, die von 1989 bis 1990 für das New Zealand Antarctic Research Program in diesem Gebiet tätig war.